# Volo Aeroflot 1912
Il volo Aeroflot 1912 (in russo Рейс 1912 Аэрофлота?, Reys 1912 Aeroflota) era un volo passeggeri di linea dell'Aeroflot sulla rotta Odessa-Kiev-Čeljabinsk-Novosibirsk-Irkutsk-Chabarovsk-Vladivostok che si schiantò il 25 luglio 1971, compiendo un brusco atterraggio all'aeroporto di Irkutsk. Atterrò a 150 m dalla pista e l'ala sinistra si ruppe prendendo fuoco. Delle 126 persone a bordo dell'aereo, ne sopravvissero 29.

## L'aereo
Il velivolo coinvolto nell'incidente era un Tupolev Tu-104B, codice di registrazione CCCP-42405 presso la direzione dell'aviazione civile della Siberia occidentale, una divisione di Aeroflot. Al momento dell'incidente, l'aereo aveva volato per 19.489 ore e sostenuto 9.929 cicli di pressurizzazione.

## L'equipaggio
L'equipaggio del volo coinvolto subentrò a Novosibirsk. Un totale di otto membri era presente a bordo del Tupolev, di cui cinque in cabina di pilotaggio.
L'equipaggio in cabina di pilotaggio era composto da:
- Aleksandr Vasil'evič Ovčinnikov che servì come pilota in comando
- Anatolij Aleksandrovič Pinčuk in qualità di copilota
- Gennadij Pavlovič Gusljakov in servizio come ingegnere di volo
- Ivan Vasil'evič Ščepkin in servizio come navigatore
- Vladimir Ivanovič Bolotin in servizio come operatore radio

In cabina passeggeri si trovavano gli assistenti di volo Galina Konstantinovna Eselevič, Ljubov' Borisovna Šokina e Aleksandr Nikolaevič Sorokin.

## L'incidente
La parte del percorso Odessa-Kiev-Čeljabinsk-Novosibirsk era stata effettuata da un aereo diverso, un altro Tu-104B ma registrato come CCCP-42402, così come un equipaggio diverso. Allo scalo a Novosibirsk all'aeroporto di Tolmačevo subentrarono un nuovo equipaggio e un nuovo aereo per continuare la rotta. Alle 04:34 ora locale (01:34 ora di Mosca) l'aereo di linea partì da Novosibirsk per Irkutsk. Dopo il decollo, il volo mantenne un'altitudine di 33 000 piedi (10 000 m).
A Irkutsk il cielo era completamente ricoperto di nuvole stratificate con una base di 150 metri, erano presenti venti miti da nord-est e la visibilità era di 1.500 metri. L'equipaggio era stato incaricato di procedere con l'avvicinamento finale in base a un rilevamento di 116°. Alle 08:10 ora locale (03:10 ora di Mosca), il controllore del traffico aereo diede al volo 1912 il permesso di iniziare la discesa. Alle 08:29:35, l'equipaggio ricevette le istruzioni per l'atterraggio e il permesso di scendere a un'altitudine di 400 metri. I piloti risposero di aver ricevuto le informazioni e che avrebbero iniziato un avvicinamento ILS. In risposta, il controllore comunicò loro le condizioni meteorologiche. Alle 08:31:52, il volo era in fase di avvicinamento a 17 chilometri dalla pista. All'inizio, l'aereo rimase sulla traiettoria corretta ma, quando si trovava a otto chilometri dalla pista, il controllore li avvertì che si stavano allontanando a sinistra. Alle 08:33:45, quando il volo era a soli sette chilometri dalla pista, il controllore contattò nuovamente il volo 1912 avvertendoli che stavano per mancare il sentiero di discesa.
Alle 08:33:58, ricevettero il permesso di atterrare. Alle 08:34:18, l'equipaggio riferì di essere vicino al faro non direzionale. Il controllore avvertì per la seconda volta l'aereo della leggera deviazione a sinistra. La velocità di avvicinamento strumentale raccomandata per il Tu-104 è di 300 km/h, ma è molto probabile che gli strumenti dell'aereo avessero sovrastimato la velocità, facendo sì che l'equipaggio, disinformato, avesse cercato di ridurla. In realtà, la velocità del velivolo era di circa 270-275 km/h; questa, troppo bassa, provocò un'inclinazione a sinistra e una deviazione laterale di 30 metri. Alle 08:34:47, l'aereo superò il faro non direzionale a 85 metri di altitudine.
A causa della velocità di 25-30 km/h inferiore a quella raccomandata, l'aereo raggiunse un angolo di inclinazione pericoloso. Alle 08:35:00, con una velocità verticale di circa 8-10 metri al secondo, il Tu-104 colpì con il carrello di atterraggio destro il terreno a 154 metri dalla base della pista; istanti dopo, toccò al carrello di atterraggio sinistro, quindi quello anteriore. Poco dopo, l'ala sinistra dell'aereo si ruppe e il carburante, fuoriuscito dai serbatoi rotti, prese fuoco. Il Tu-104 scivolò sulla pista, provocando la rottura della fusoliera. Il relitto era sparso su un'area di 500 metri. 97 persone persero la vita nello schianto: il comandante Ovčinnikov, il copilota Pinčuk, l'ingegnere di volo Gusljakov e un assistente di volo, oltre a 73 passeggeri adulti e 20 bambini. 36 delle morti erano dovute ad avvelenamento da monossido di carbonio.

## Le indagini
L'aereo volava ad una velocità di avvicinamento molto al di sotto dei parametri raccomandati. Gli strumenti, molto probabilmente, avevano fornito delle letture imprecise, facendo sì che l'equipaggio riducesse la velocità prima che il contatto con la pista portasse a un atterraggio brusco. L'esame degli indicatori di velocità mostrò che gli indicatori stessi erano funzionali, ma i test di volo mostrarono che i cambiamenti di pressione in cabina avevano influenzato l'indicatore di velocità usato dal copilota e dal navigatore, con conseguente sopravvalutazione della velocità da 17 a 80 km/h. Durante la simulazione del volo per determinare la causa delle indicazioni errate, la depressurizzazione avvenne circa tre minuti dopo aver spento la pressurizzazione della cabina. La probabilità che tali eventi si verificassero durante la discesa doveva essere dello 0,000001%.
L'inchiesta citò le tre principali cause dell'incidente:
- La mancanza di una lettura oggettiva della velocità a disposizione dell'equipaggio in avvicinamento, causata da errori meccanici durante la depressurizzazione della cabina nel volare a bassa quota.
- Il fatto di volare ad una velocità troppo bassa con un rateo di discesa pericoloso, 25-35 km/h al di sotto dei parametri consigliati, che, con velocità di proseguimento insufficiente, ha portato all'impossibilità di eseguire un normale livellamento e un duro colpo sulla superficie della pista, superando i limiti di sopportazione del carico e distruggendo l'aereo.
- Le azioni errate dell'equipaggio che fecero volare l'aereo a una velocità troppo bassa durante l'atterraggio in condizioni difficili senza abbastanza tempo o altitudine per risolvere il problema.»